# Edad mamífero de América del Sur
Una edad mamífero de América del Sur (precedida por el código SALMA, del idioma inglés South American land mammal ages) es una división establecida para definir una escala biocronológica para y mediante la fauna de mamíferos sudamericanos, desde  64,5 Ma, durante el Paleógeno, hasta el Holoceno. Estos períodos se denominan edades, subedades, o intervalos entre ellas, así como también son llamadas «unidades bioestratigráficas» o «biozonas de asociación», y se establecieron utilizando nombres de las localidades geográficas donde los materiales fósiles que definen el periodo fueron obtenidos, caracterizando sus estratotipos, y definiendo sus taxones tipo.

## Características generales de la bioestratigrafía
Una edad mamífero no es realmente una edad estratigráfica, por lo tanto, no es el período en que determinado piso sedimentario se depositó. Esto se debe a que los grandes eventos de la evolución de los mamíferos no siempre se corresponden a grandes eventos geológicos, pues los primeros se relacionan muy estrechamente a los grandes cambios climático-ambientales. Durante el lapso abarcado por cada unidad, las comunidades mamalíferas no cambian sustancialmente su composición taxonómica, manteniéndose estables, y así otorgándole un sello característico e identificable al conjunto faunístico.
Una edad mamífero es una biozona, denominándose así a un estrato o conjunto de estratos caracterizados por el contenido de ciertos taxones o por un conjunto o asociación de taxones. Cada una de estas unidades bioestratigráficas (y en este caso en particular, cada edad mamífero) puede ser definida mediante varios métodos, entre ellos los de: primera aparición (BPA), la última presencia (BUP), y la máxima abundancia.
La unidad básica de medida es la definición de una frontera bioestratigráfica mediante el dilema primer/último. Esto muestra que la primera aparición de un taxón  precede la última aparición de otro. Si dos taxones se encuentran en la misma localidad fosilífera o en el mismo horizonte estratigráfico, entonces su rango de edad mamífero presentará total o parcialmente superposición.
El período de tiempo representado en cada biozona se denomina biocrón,, excepto para las biozonas de apogeo, que se denomina hémera.
Las  biozonas pueden ser:
- Cronozona: Representa todas las rocas depositadas en el mundo en el transcurso del tiempo en que la especie vivió. Esto es una abstracción, ya que jamás se podrá establecer físicamente si tenemos en cuenta las velocidades de evolución como la presencia de barreras que limitan la dispersión geográfica. Se adopta la definición bajo el concepto de taxón único (Single-Taxon Definition o STD);  la determinación de un único taxón, opera entonces como “fósil guía” para establecer el comienzo y final de dicha edad.[5] Otro concepto relacionado con el anterior es el de Lowest Stratigraphic Datum o  (LSD). Se establece el horizonte más bajo en el cual han sido exhumados fósiles confiablemente identificados como pertenecientes a un taxón particular. En él se aplica el método de detectar el registro más antiguo conocido (OKR) de un taxón para definirlo, es decir, se utiliza un criterio bioestratigráfico para definir una unidad biocronológica.

- Biozona de conjuntos (Cenozona): BPA y BUP de tres o más taxones. Es el método de definición por taxones múltiples (Multiple-Taxon Definition o MTD), el cual resulta el más apropiado y conceptualmente correcto para definir una Biozona.[6]

- Biozona de apogeo: epíboles o zonas de culminación. Límites cuantitativos marcados por cambios bruscos de la abundancia del taxón seleccionado. En ellas la correlación es máxima, se definen por el acmé o máxima abundancia relativa de determinado taxón, y no por la extensión total del mismo. El equivalente temporal de esta biozona se denomina hémera.

- Biozona de intervalo: BPA y BUP de determinados taxones. Hay cinco tipos de zonas del intervalo. Las biozonas de intervalo se caracterizan por la ausencia de alguno o todos los taxones que la definen, es decir, se define el período de intervalo en el que ya ha desaparecido un taxón y aún no ha aparecido otro, o hay presencia de un taxón de la edad anterior pero ha aparecido el que caracteriza a la siguiente edad.

## Características generales de las edades mamífero sudamericanas
Quienes primero se dedicaron de manera intensiva al estudio de los mamíferos sudamericanos, a fines del siglo XIX y principios del siglo XX, fueron los hermanos Carlos y Florentino Ameghino. En el año 1906, este último propone una clasificación estratigráfica. Esta  reconocía dos tipos de procesos: unos destacados, al que él denomina: “formaciones”, y otros, subordinados a los anteriores, a los que llama: “edades”.  Además de una unidad estratigráfica, cada una de esas divisiones representaba un período particular de la evolución de los mamíferos.
Posteriormente, Lucas Kraglievich toma esa propuesta e identifica aún más claramente la relación existente entre cada una de las unidades estratigráficas y los episodios identificables en la evolución de los mamíferos sudamericanos. A las “formaciones” de Ameghino les da el equivalente de “ciclos faunísticos”, mientras que a la “edad”, le otorga el equivalente a: “fauna” o “fáunula”. Más tarde, Simpson en el año 1940 a las “formaciones” las denominará: “tipos faunísticos”.
En líneas generales, hay gran acuerdo entre los especialistas en esta manera de cronomedir la mastofauna sudamericana en SALMAs, gracias a la cual se pudo obtener la correlación con las mastofaunas de otros continentes, aunque aún se discuten los límites entre las edades.
Las distintas edades del esquema cronológico sudamericano se establecieron tomando como base el registro paleontológico de la región pampeana de la Argentina, en razón de estar muy avanzado el estudio del elenco faunístico que le corresponde. Es por ello que las clasificaciones y denominaciones de las unidades estratigráficas históricamente propuestas para las sucesiones pampeanas se han utilizado durante más de un siglo para correlacionar con otras de otras localidades mamalíferas sudamericanas. Es por esta razón que la mayoría de los nombres, así como las especies mamífero que las definen, proceden de dicha región del subcontinente, o se deben correlacionar a ellas. Los escasos taxa identificados en sedimentos mamalíferos de la zona norte del subcontinente fueron en general fácilmente relacionados con los de la secuencia argentina.

## Agrupamientos entre edades
También se han establecido categorías aglutinadoras, en las que están reunidas varias edades mamífero, y que varían según cada especialista. Por ejemplo, para algunos, hay una denominada «edad de las planicies australes», la cual cubriría el período correspondiente a las Edades-mamífero Chasiquense, Huayqueriense, Montehermosense, y Chapadmalalense.
Son muchas las edades mamífero reconocidas para el Cenozoico de América del Sur, a las que se suma el «Reciente» o «Platense».
El estudio de los elencos faunísticos a nivel familia en los distintos pisos permitió encontrar  una serie de agrupamientos entre las distintas edades, con diferentes niveles jerárquicos. Por esta razón fue postulado, en orden jerárquico decreciente, estas distintas unidades:
- Acontecimiento Faunístico
  - Episodio Faunístico
    - Ciclo Faunístico
      - Subciclo Faunístico

Cada unidad puede ser definida por el conjunto de unidades del nivel jerárquico inmediatamente inferior, taxonómicamente uniformes. Cualquier unidad puede estar integrada por un único miembro, siempre que sea lo suficientemente característico.
| Acontecimiento Faunístico | Episodio Faunístico | Ciclo Faunístico | Subciclo Faunístico | Edad Mamífero de América del Sur (SALMA)      | Tiempo en Ma    | otros                             |
| --- | ------------------- | ---------------- | ------------------- | --------------------------------------------- | --------------- | --------------------------------- |
| Neocenozoico | Supracenozoico      | Panpampeano      | Postpampeano        | Platense                                      | 0,0015 - 0,0085 |                                   |
| Neocenozoico | Supracenozoico      | Panpampeano      | Postpampeano        | Lujanense                                     | 0,0085 - 0,126  |                                   |
| Neocenozoico | Supracenozoico      | Panpampeano      | Postpampeano        | Bonaerense                                    | 0,126 - 0,4     |                                   |
| Neocenozoico | Supracenozoico      | Panpampeano      | Pampeano            | Ensenadense                                   | 0,4 - 1,2       |                                   |
| Neocenozoico | Supracenozoico      | Panpampeano      | Pampeano            | Marplatense                                   | 1,2 - 3         |                                   |
| Neocenozoico | Supracenozoico      | Panpampeano      | Pampeano            | Chapadmalalense                               | 3 - 4           | «Edad de las planicies australes» |
| Neocenozoico | Mesocenozoico       | Panaraucaniano   | Araucaniano         | Montehermosense                               | 4 - 6,8         | «Edad de las planicies australes» |
| Neocenozoico | Mesocenozoico       | Panaraucaniano   | Araucaniano         | Huayqueriense                                 | 6,8 - 9         | «Edad de las planicies australes» |
| Neocenozoico | Mesocenozoico       | Panaraucaniano   | Protoaraucaniano    | Chasiquense                                   | 9 - 10          | «Edad de las planicies australes» |
| Neocenozoico | Mesocenozoico       | Panaraucaniano   | Protoaraucaniano    | Mayoense                                      | 10 - 11,8       |                                   |
| Neocenozoico | Mesocenozoico       | Panaraucaniano   | Protoaraucaniano    | Laventense                                    | 11,8 - 13,8     |                                   |
| Neocenozoico | Mesocenozoico       | Panaraucaniano   | Protoaraucaniano    | Colloncurense                                 | 13,8 - 15,5     |                                   |
| Neocenozoico | Mesocenozoico       | Panaraucaniano   | Protoaraucaniano    | Friasense                                     | 15,5 - 16,3     |                                   |
| Neocenozoico | Mesocenozoico       | Patagoniano      | Pansantacrucense    | Santacrucense                                 | 16,3 - 17,5     |                                   |
| Neocenozoico | Mesocenozoico       | Patagoniano      | Pansantacrucense    | Colhuehuapense                                | 17,5 - 21       |                                   |
| Neocenozoico | Mesocenozoico       | Patagoniano      | Deseadense          | Deseadense                                    | 21 - 29         |                                   |
| Neocenozoico | Mesocenozoico       | Patagoniano      | Deseadense          | Tinguiririquense                              | 29 - 36         |                                   |
| Paleocenozoico Los mamíferos de este acontecimiento faunístico se caracterizan por una gran autoctonía, incluso hasta nivel de orden. Vivieron en un clima predominantemente subtropical o tropical hasta elevadas latitudes. | Infracenozoico      | Prepatagoniano   | Divisaderense       | Divisaderense (Su validez fue puesta en duda) | 36 - 42         |                                   |
| Paleocenozoico Los mamíferos de este acontecimiento faunístico se caracterizan por una gran autoctonía, incluso hasta nivel de orden. Vivieron en un clima predominantemente subtropical o tropical hasta elevadas latitudes. | Infracenozoico      | Prepatagoniano   | Pancasamayorense    | Mustersense                                   | 42 - 48         |                                   |
| Paleocenozoico Los mamíferos de este acontecimiento faunístico se caracterizan por una gran autoctonía, incluso hasta nivel de orden. Vivieron en un clima predominantemente subtropical o tropical hasta elevadas latitudes. | Infracenozoico      | Prepatagoniano   | Pancasamayorense    | Casamayorense                                 | 48 - 54         |                                   |
| Paleocenozoico Los mamíferos de este acontecimiento faunístico se caracterizan por una gran autoctonía, incluso hasta nivel de orden. Vivieron en un clima predominantemente subtropical o tropical hasta elevadas latitudes. | Infracenozoico      | Eopatagoniano    | Panriochiquense     | Riochiquense                                  | 54 - 57         |                                   |
| Paleocenozoico Los mamíferos de este acontecimiento faunístico se caracterizan por una gran autoctonía, incluso hasta nivel de orden. Vivieron en un clima predominantemente subtropical o tropical hasta elevadas latitudes. | Infracenozoico      | Eopatagoniano    | Panriochiquense     | Itaboraiense                                  | 57 - 59         |                                   |
| Paleocenozoico Los mamíferos de este acontecimiento faunístico se caracterizan por una gran autoctonía, incluso hasta nivel de orden. Vivieron en un clima predominantemente subtropical o tropical hasta elevadas latitudes. | Infracenozoico      | Eopatagoniano    | Panriochiquense     | Peligrense                                    | 59 - 62,5       |                                   |
| Paleocenozoico Los mamíferos de este acontecimiento faunístico se caracterizan por una gran autoctonía, incluso hasta nivel de orden. Vivieron en un clima predominantemente subtropical o tropical hasta elevadas latitudes. | Infracenozoico      | Eopatagoniano    | Panriochiquense     | Tiupampense                                   | 62,5 - 64,5     |                                   |